# Michel Bernard (écrivain, 1934-2004)
Pour les articles homonymes, voir Bernard et Michel Bernard.
Michel Bernard (Ensigné, 19 mai 1934 - Paris 14e, 28 octobre 2004) est un écrivain et éditeur français, auteur notamment de La Négresse muette, classique de la littérature érotique.

## Éléments biographiques
Michel Bernard est né en 1934 à Ensigné. Après des études secondaires au lycée Fontanes de Niort, et des études supérieures à l’Institut d’études politiques de Paris, il se voue à la littérature.
« Ses parents, père forestier, mère institutrice qui sait nommer le monde, lui ont appris à reconnaître l’univers de la pénombre. La forêt de climat tempéré, cette école du regard, l’a si bien exercé aux demi-teintes que la première fois qu’il voit un marcassin, celui-ci lui paraît en toc », observe, dans La Petite Maîtresse, Dominique Sels, qui signale et commente là un texte de Michel Bernard, étonnant et simple, une sorte d’auto-entretien où il délaisse l’art de l’illusion et de la surprise pour évoquer son enfance dans les Deux-Sèvres, et où on l’on comprend que très tôt lui est venu l’art de ressentir un monde vertigineux de nuances, dans un paysage n’offrant pas de contrastes ni d’éléments remarquables. Il s’agit d’une préface à un livre de cuisine des Charentes et du Poitou que Denoël publiait, et qui lui avait été demandée en urgence et contre toute attente. Michel Bernard s’y arrête moins aux cinquante variétés de pomme et aux goûts très divers du beurre qu’aux noirs reflets du marais poitevin. « Il chante les couleurs, observe surtout celles de peu d’écart entre elles, pour souligner la richesse qui réside en un paysage ordinaire : “vert-bleu des blés avant le mûrissement, vert métallisé des maïs, vert des noyers solitaires, vert des vignes ”. » Ainsi Michel Bernard laisse-t-il apercevoir dans ces quelques pages la genèse de la sensualité de sa prose.
Son verbe souvent hiératique, la sûreté et la sophistication avec lesquelles il ordonne et représente les mondes flottants du plaisir, sa vie passée dans les cercles brillants des éditeurs, ne doivent pas laisser oublier qu’il était assez réservé, préférait la campagne, imitait très bien les oiseaux comme son père le lui avait appris, et gardait une distance avec la bourgeoisie. Son cœur allait aux humbles, comme l’indique le commentaire de ladite préface : «  Il se rappelle, entre ses grands-parents paternels et maternels, “l’écart de richesse” et se reprend : “Je devrais dire de pauvreté.” »

## Œuvre
Auteur à 26 ans d'un premier roman remarqué chez Julliard, La Plage, il publie ensuite La Mise à nu, L'Astrologue renversé et L'Animal écarlate. Il a bonne presse, notamment grâce à Jean-Louis Bory dans l'Express, Claude Mauriac dans le Figaro et Maurice Nadeau dans le Nouvel Observateur. Dès La Plage, l’opération de lecture semble projetée par l’auteur comme un désir de jeter un charme au lecteur, d’agir à la manière du sac et du ressac de la mer, de le relier de manière amplifiée aux variations du ciel, du vent, des teintes de la dune, sous le joug d’une sensualité étrangère à la morale : Jean-Louis Bory écrit : « Je crois (quel plus bel éloge ?) que ce livre répond au propos de son auteur : sa lecture compromet. »
Il passe ensuite dans la maison d'édition créée par son ami Christian Bourgois, chez qui il publie 666, La Négresse muette (1968), Le Chevalier blanc, La Plage, Une Amoureuse.
666 est dédié au thème de la fuite. L’apocalypse ayant détruit les villes, l’espèce humaine fuit, tout en revivant ou en rêvant de nouveau les fuites mythiques des héros de sa littérature. Et pendant ce désastre, la Nature victorieuse se soulève de  joie en une immense fête, qui recouvre les préoccupations dérisoires des hommes.
Benoît Virot, dans « Le château de scène », article paru dans la revue Le Nouvel Attila, analyse deux romans de Michel Bernard, La Négresse muette, « l’histoire d’un bordel », et Les Courtisanes, « l’histoire d’un tableau et de sa reproduction impossible », roman publié par Jean-Jacques Pauvert en 1968, et inspiré par le tableau de Carpaccio qu’on peut voir à Venise. Les architectures sont le théâtre des voluptés, ou représentent la volupté même, en ses attraits, ses étagements, ses dérobades, ses progrès.  Judas, labyrinthes, miroirs, escaliers, terrasses, se succèdent les uns aux autres, et les murs  laissent passer les parfums et les sons ; les montres sont proscrites ; certains mots dits à haute voix « frappent les muscles » des femmes et les font défaillir ; l’érotisme devient fantastique lorsque l’auteur place les corps en correspondance avec la ville ou avec les paysages naturels : « Venise épouse la forme et  la langueur des corps », écrit B. Virot, qui note par exemple que les Courtisanes sont « des arbres callipyges », et que les souffles sont comparés à des résilles. Une écriture  si balisée de doubles, de sosies et de portes coulissantes, de voyeurs « qui peuvent être à leur tour pris pour objet de mire », que « le lecteur n’est plus sûr de sa lecture ni de son jugement, il n’est sûr que du style. »
Doué et fécond, Michel Bernard, lecteur rapide, sagace, infatigable, connaisseur profond des littératures européennes et japonaise, connaît ses possibilités, et refuse d’être cantonné par le succès de ses romans érotiques comme celui de la Négresse muette, "flamboyante et tortueuse", dont de très nombreux lecteurs ont reconnu l’emprise.
Alors que, souvent, son style est en filiation évidente avec celui de la littérature baroque, Brouage est un bref récit de facture classique, et qui a la puissante intensité d'un roman, où la lenteur et la solennité de la prose servent cette fois la passion impossible.  Ce livre, inspiré par la passion de Louis XIV pour Marie Mancini,  fait résonner la tonalité tragique de ce lien, dans le troisième chapitre  à travers un monologue de « Marie » captive à Brouage, puis, dans le chapitre suivant, par la voix du roi, sous la forme d’un extrait implacable du « journal de Louis ».
Michel Bernard est aussi dans ses livres (La Plage, Brouage, etc.) un peintre de paysages d'autant plus envoûtant que, lors de ses scénographies érotiques, les personnes elles-mêmes peuvent devenir "des plantes humaines".
Chez Denoël il a publié cinq romans : La Jeune Sorcière, La Belle Lyonnaise, Au cœur du paysage, La Cour des voraces, Les Bouches de Kotor.

## Activité éditoriale
C'est auprès de Christian Bourgois que Michel Bernard entame sa carrière d'éditeur, parallèlement à son parcours d'écrivain, aux côtés de Dominique de Roux. Il fait connaître à ce dernier le jeune Frédérick Tristan, auteur de Naissance d'un spectre.
Entré en 1973 chez Denoël, où il restera jusqu'en 1991, Michel Bernard est connu pour être un lecteur d’une grande acuité. Il se mobilise pour publier de jeunes auteurs français, pour faire découvrir des auteurs étrangers comme Arto Paasilina ou pour relancer la carrière de Pierre Magnan.

## Œuvres
- aux éditions Denoël :
  - La Jeune Sorcière
  - La Belle Lyonnaise, 1975
  - Le Cœur du paysage, 1976
  - La Cour des voraces, 1978
  - Les Bouches de Kotor, 1984,  (ISBN 2-207-23003-1)
- aux éditions Julliard :
  - La Mise à nu
  - L’Astrologue renversé
  - L’Animal écarlate, 1963
  - Aube ou la vertu, 1964
- aux éditions Gallimard, collection l'Histoire fabuleuse :
  - Le domaine du Paraclet, 1961, 196 p.
- aux éditions du Seuil :
  - Une Grande prairie, 1964, 191 p. Prix Paul-Flat de l’Académie française 1965
- aux éditions Christian Bourgois :
  - La Plage, 1960
  - 666, roman, 1966
  - La  Négresse muette, 1968,  (ISBN 2-264-00366-9)
  - Le Chevalier blanc, 1969
  - Jean sans terre, 1972 (Grand prix de la Ville de Nice 1973)
  - Une Amoureuse, 1975
- aux éditions l’Âge d’Homme :
  - Brouage, récit, 1967
- Aux éditions Jean-Jacques Pauvert
  - Les Courtisanes (Prix d’Honneur 1968)
  - Hermès (dessins de Françoise Chaillet)
- aux éditions Régine Deforges :
  - La Nue, 1969, éd. Régine Deforges – L’Or du Temps
  - La Petite, 1978,  (ISBN 2-901-98094-5)